# The Deep Field
The Deep Field è il quarto album discografico della cantautrice e polistrumentista statunitense Joan as Policewoman, pubblicato nel gennaio 2011.

## Tracce
1. Nervous – 6:02
2. The Magic – 4:10
3. The Action Man – 5:08
4. Flash – 7:52
5. Run For Love – 5:38
6. Human Condition – 5:33
7. Kiss the Specifics – 4:30
8. Chemmie – 4:47
9. Forever and a Year – 5:56
10. I Was Everyone – 6:02